# Ханда (город)
Ха́нда (яп. 半田市 Ханда-си) — город в Японии, расположенный в юго-западной части префектуры Айти на полуострове Тита на берегу залива Исе. Основан 1 октября 1937 года путём объединения посёлков Ханда, Нарисаки и Камэсаки уезда Тита. Город специализируется на производстве чистого саке, пищевого уксуса, хлопка и стали. Площадь города составляет 47,24 км², население — 117 498 человек (1 июня 2014), плотность населения — 2487,26 чел./км².